# Cantón de los Vans

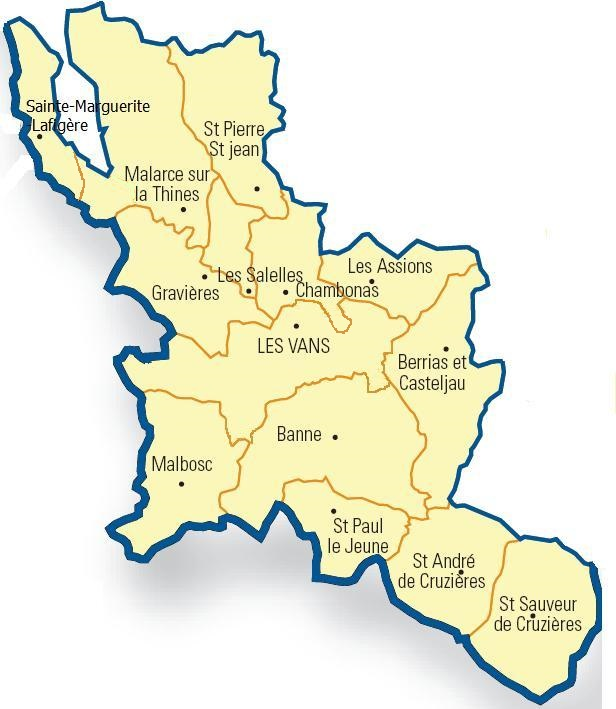
Comunes del lado

Cantó de Los Vans es un lado francés del departamento del Ardèche, situado al distrito del Argentièira. Cuenta con 14 municipios y la cabeza es Los Vans.

## Municipios
- Las Assions
- Banne
- Berriàs @e Castèljau
- Chambonas
- Gravières
- Malarce-sur-la-Thines
- Malbosc
- Santo Andrieu de Crusèiras
- Sainte-Marguerite-Lafigère
- Santo Pau lo Joven
- Saint-Pierre-Saint-Jean
- Santo Sauvador de Crusèiras
- Las Salelles
- Los Vans

## Historia
| Fecha de elección                          | Identidad            | Partido         | Calidad |
| ------------------------------------------ | -------------------- | --------------- | ------- |
| 1955-19..                                  | M. de Malbosc        | Diverso droite  |         |
| 19..-1979                                  | Fernand Aubert       | CD, después UDF |         |
| 1979-1985                                  | Alain Faucuit        | PCF             |         |
| 1985-2004                                  | Jean-Marie Roux      | RPR             |         |
| 2004-                                      | Jean-Paul Manifacier | P.S.            |         |
| los datos anteriores no son paso conocidas |                      |                 |         |

| 1962  | 1968  | 1975  | 1982  | 1990  | 1999  | 2007  |
| ----- | ----- | ----- | ----- | ----- | ----- | ----- |
| 6.770 | 7.646 | 7.240 | 7.402 | 7.567 | 7.749 | 8.464 |

- Datos: Q1725893